# Tomra
Tomra Systems ASA er en norsk multinational producent af pantautomater. De har over over 82.000 pantautomater installeret, 10.000 fødevareautomater og 6.000 genbrugsautomater.
Tomra blev etableret af Tore Planke og Petter Planke i 1972, hvor de begyndte design og produktion af pantautomater.